# Aéroport militaire Mario de Bernardi
L'aéroport militaire Mario de Bernardi est un aéroport militaire situé à Pomezia, ville métropolitaine de Rome Capitale. Il est aussi appelé aéroport de Pratica di Mare du nom de la frazione située à environ 20 km au sud de Rome.
La base, dont l'origine remonte à 1937, est dotée d'une piste en asphalte de 2 542 m. Elle est gérée par l'Aeronautica Militare et n'est pas ouverte au trafic commercial et civil. L'aéroport occupe une surface de 830 ha,.